# Pierre Brésolles
Pierre Brésolles (* 10. November 1929 in Narbonne; † 13. Januar 2018 in Prades) war unter dem Namen Claire Brésolles, für Frankreich startend, im Sprint erfolgreich.
Bei den Leichtathletik-Europameisterschaften 1946 in Oslo gewann Brésolles bei den Frauen Bronze über 100 Meter und Silber in der 4-mal-100-Meter-Staffel.
In den 1950er Jahren outete sich Brésolles als Transmann.